# Бонкув (Шидловецький повіт)
Бонкув (пол. Bąków) — село в Польщі, у гміні Оронсько Шидловецького повіту Мазовецького воєводства.
Населення — 195 осіб (2011).
У 1975-1998 роках село належало до Радомського воєводства.

## Демографія
Демографічна структура станом на 31 березня 2011 року:
|          | Загалом | Допрацездатний вік | Працездатний вік | Постпрацездатний вік |
| -------- | ------- | ------------------ | ---------------- | -------------------- |
| Чоловіки | 108     | 24                 | 71               | 13                   |
| Жінки    | 87      | 14                 | 49               | 24                   |
| Разом    | 195     | 38                 | 120              | 37                   |